# Пимен (Зайня)
Архиепи́скоп Пи́мен (рум. Arhiepiscop Pimen, в миру Василе Зайня, рум. Vasile Zainea; 25 августа 1929, село Гребану, жудец Бузэу, Румыния — 20 мая 2020, Бухарест) — епископ Румынской православной церкви, архиепископ Сучавский и Рэдэуцкий.

## Биография
В 1948 году окончил теоретический лицей города Рымнику-Сэрат. В 1948—1951 годах обучался в монашеской духовной семинарии при Нямецком монастыре.
10 марта 1951 года в Нямецком монастыре епископом Павлом (Шерпе) был пострижен в монашество с именем Пимен в честь преподобного Пимена Великого. 29 июня того же года в церкви Вознесения Господня монастыря Нямц тем же епископом рукоположён в сан иеродиакона.
В 1951—1952 годах преподавал в монашеских школах Нямецкого и Секулского монастырей, а в 1952—1953 годах — в Нямецкой духовной семинарии. В 1953 году поступил в Богословский институт в Бухаресте, который окончил в 1957 году со степенью лиценциата.
29 июня 1957 года рукоположён в сан иеромонаха. С 1957 по 1961 год был настоятелем монастыря Путна. После этого был переведён священником-духовником в монастырь Вэратек в 1961—1962 годах, и в скит Дурэу в 1962—1964 годах. В 1964—1974 годах продолжил своё служение в монастыре Путна как экскурсовод. В 1966 году возведён в сан протосинкелла. В 1975 году возведён в сан архимандрита и определён настоятелем монастыря Иоанна Сучавского, где служил с 1974 по 1978 год. В это время в 1976—1977 годах проходил аспирантуру в Кёльнском университете, Германия. В 1977 году состоял в Румынской православной архиепископии в Америках. В 1978—1979 годах являлся представителем Румынской православной церкви в Иерусалиме. 1 апреля 1979 года был назначен на пост экзарха (благочинного) монастырей Ясской архиепископии. Он выполнял различные поручения за рубежом в качестве делегата Румынской православной церкви.
11 января 1982 года Священным синодом Румынской православной церкви был избран епископом-викарием Ясской архиепископии с титулом «Сучавский». 24 июня 1982 года в монастыре святого Иоанна Нового в Сучаве состоялась его епископская хиротония, которую совершили патриарх Иерусалимский Диодор, патриарх Румынский Иустин, митрополит Молдовский и Сучавский Феоктист (Арэпашу), епископ Романский и Хушский Евфимий (Лука), епископ Яломицский Роман (Станчу), а также многие иерархи Иерусалимского патриархата и Румынской православной церкви.
24 января 1991 года, вместе с образованием самостоятельной Сучавской и Рэдэуцкой архиепископии, избран её правящим архиереем, архиепископом Сучавским. 3 марта того же года в Сучаве состоялась его интронизация.
Скончался 20 мая 2020 года в 0:50 по местному времени в столичном Институте имени Матея Балша от коронавирусной инфекции. 22 мая 2020 года сотни верующих присутствовали на похоронах архиепископа Пимена. Отпевание возглавил митрополит Молдавский и Буковинский Феофан (Саву), архиепископ Томисский Феодосий (Петреску), епископ Дорнянский Дамаскин (Лукьян). На службе присутствовали власти жудеца и города, священники, монахи и сотни верующих, которые соблюдали дистанцию во дворе монастыря. На церемонии присутствовал князь Николай Румынский. Архиепископ Пимен был похоронен в Монастырь Сихэстрия-Путней. По пути к месту тысячи людей, несущих цветы и флаги, вышли на обочину дороги, чтобы попрощаться.